# Sofie Junge Pedersen
Sofie Junge Pedersen, född 24 april 1992 i Århus, är en dansk fotbollsspelare som spelar för FC Rosengård.

## Klubbkarriär
Pedersen började spela fotboll som femåring i den lokala klubben BMI (Beder-Malling Idrætsforening). Som 14-åring gick hon över till IK Skovbakkens juniorlag. I april 2010 skrev Pedersen på sitt första A-lagskontrakt i IK Skovbakken. Hon hade dock redan spelat i A-laget under förra säsongen. Mellan 2012 och 2015 spelade Pedersen för Fortuna Hjørring. Hon var även lagkapten i klubben.
I juni 2015 värvades Pedersen av FC Rosengård. Pedersen missade hela den allsvenska säsongen 2016 på grund av en hjärnskakning.

## Landslagskarriär
Den 8 december 2011 debuterade Pedersen för Danmarks landslag i en 4–0-vinst över Chile, en match där hon även gjorde sitt första mål. Pedersen var uttagen i Danmarks trupp till Europamästerskapet 2013.